# Voyage dans le temps (série de films)
 (janvier 2013).
Si vous disposez d'ouvrages ou d'articles de référence ou si vous connaissez des sites web de qualité traitant du thème abordé ici, merci de compléter l'article en donnant les références utiles à sa vérifiabilité et en les liant à la section « Notes et références ».
Voyage dans le temps (en bulgare Време за път) est une série de films bulgares (série familiale dramatique) de 1987, écrits par Liliana Mihaylova. La musique des films est composée par Peter Stupa.

## Distribution
- Emilia Radeva : Aldanova
- Costa Tsonev : Hristo Aldanov
- Maria Kavardjikova : Dr Anne, Aldanova Apostolova
- Georgi Novakov : Alexander Aldanov
- Elzhana Popova : Maria Aldanova
- Eli Skorchev : Sarah, l'épouse d'Alexandre
- Valentine Gadzhokov : Boris Apostolov, le mari d'Anna
- Stefan Danailov : architecte Tzolov
- Svetozar Nedelchev : ingénieur Savchev
- Nevena Kokanova : Veronica Aldanova
- George Kaloyanchev : Konstantin Vanchilov
- Ivan Yanchev : Kumanov
- Marius Donkin : Gyulev Vera Dikova, mère Gyulev
- Sotir Maynolovski : père Gyulev
- Laura Kremen : mère de Sarah
- Natalia Dontcheva : Antonia
- Nicolas Urumov : Victor
- Alexandre Alexandrov : enquêteur Georgiev
- Anton Radichev : Lazarov
- Alexander Morfov : voleur récidiviste
- George Rusev :
- Joan Stojanovic : Svetozar mère, femme de Kumanov
- Emanuela Shkodreva : Milusheva
- Evdokia Fratevata : Inch, logeuse
- Elzhana Popova
- Victor Chouchkov